# Граф Глазго

Герб графов Глазго

Граф Глазго (англ. Earl of Glasgow) — наследственный титул в системе Пэрства Шотландии. Он был создан 12 апреля 1703 года для Дэвида Бойла, 1-го лорда Бойла (1666—1733), который позднее стал одним из комиссаров, которые вели переговоры об объединении Королевства Англии и Королевства Шотландии в единое Королевство Великобританию. В 1699 году Дэвид Бойл получил титул лорда Бойла из Келбурна, Стюартона, Финника, Ларгса и Далри. В 1703 году вместе с графским титулом он получил также титулы лорда Бойла из Стюартона, Камбриса, Фенуика, Ларгса и Далри и виконта Келбурна. Все эти титулы являлись пэрством Шотландии.
Джордж Бойл, 4-й граф Глазго (1766—1843), получил в 1815 году получил титул барона Росса из Хоксхеда в графстве Ренфру (Пэрство Соединённого королевства). В 1890 году после смерти Джорджа Фредерика Бойла, 6-го графа Глазго (1825—1890), титул барона Росса прервался.
Дэвид Бойл, 7-й граф Глазго являлся губернатором Новой Зеландии с 1892 по 1897 год и получил в 1897 году титул барона Фэрли из Фэрли в графстве Айр (Пэрство Соединённого королевства).
Британский государственный и военный деятель Бернард Фергюссон (1911—1980) был сыном сэра Чарльза Фергюссона, 7-го баронета, и Леди Элис Мэри Бойл, дочери Дэвида Бойла, 7-го графа Глазго.
Граф Глазго — наследственный вождь шотландского клана Бойл.
Родовое гнездо — замок Келбурн в Эйршире (Шотландия).

## Графы Глазго (1703)
- 1703—1733: Дэвид Бойл, 1-й граф Глазго (1666 — 31 октября 1733), сын Джона Бойла из Келбурна (ум. 1685) и Мэрион Стеуарт
- 1733—1740: Джон Бойл, 2-й граф Глазго (апрель 1688 — 22 мая 1740), старший сын предыдущего и Маргарет Линдсей-Кроуфорд (ум. 1695)
- 1740—1775: Джон Бойл, 3-й граф Глазго (4 ноября 1714 — 7 марта 1775), третий сын предыдущего и Хэлен Морисон (1692-17700
- 1775—1843: Джордж Бойл, 4-й граф Глазго (26 марта 1766 — 6 июля 1843), второй сын предыдущего и Элизабет Росс (ум. 1791)
- 1843—1869: Джеймс Карр-Бойл, 5-й граф Глазго (10 апреля 1792 — 11 марта 1869), единственный сын предыдущего от первого брака с Леди Августой Хэй (1766—1822)
- 1869—1890: Джордж Фредерик Бойл, 6-й граф Глазго (9 октября 1825 — 23 апреля 1890), единственный сын 4-го графа Глазго от второго брака с Джулией Синклер (ум. 1868)
- 1890—1915: Дэвид Бойл, 7-й граф Глазго (31 мая 1833 — 13 декабря 1915), старший сын Патрика Бойла (1806—1874), внук Дэвида Бойла, лорда Бойла (1772—1853), правнук преподобного Патрика Бойла из Стюартона (1717—1798), сына 2-го графа Глазго
- 1915—1963: коммандер Патрик Джеймс Бойл, 8-й граф Глазго (18 июня 1874 — 14 декабря 1963), старший сын предыдущего
- 1963—1984: контр-адмирал Дэвид Уильям Морис Бойл, 9-й граф Глазго (24 июля 1910 — 8 июня 1984), старший сын предыдущего
- 1984 — настоящее время: Патрик Робин Арчибальд Бойл, 10-й граф Глазго (род. 30 июля 1939), единственный сын предыдущего и Дороти Лайл (1914—2006)
  - Наследник: Дэвид Майкл Дуглас Бойл, Виконт Келбурн (род. 15 октября 1978), единственный сын предыдущего и Изабель Мэри Джеймс.